# نيبسي هوسل
إرمياس جوزيف أسغيدوم (15 أغسطس 1985 - 31 مارس 2019) والمعروف باسم نيبسي هوسل (وغالبًا ما تم كتابته باسم Nipsey Hu$$le) مغني الراب الأمريكي وكاتب الأغاني ومنظم الأعمال وناشط مجتمع من لوس أنجلوس، كاليفورنيا. انبثقت من مشهد موسيقى هيب هوب الساحل الغربي في منتصف الألفين من القرن العشرين، أصبح هوسل معروفًا في البداية بمزيجه المتنوعة، بما في ذلك سلسلة بوليتس "ليس لديك أي اسم، وماراثون، وماراثون يستمر، وكرينشو، وآخرها مغني الراب جاي- اشترى Z 100 نسخة من كل 100 دولار. بعد الكثير من التأخير، تم إصدار ألبومه الاستوديو لأول مرة Victory Lap في فبراير 2018 ليحظى بالإشادة والنجاح التجاري، وتم ترشيحه لأفضل ألبوم راب في حفل توزيع جوائز غرامي السنوية الحادية والستين في عام 2019.

## مقتله
لقى مغني الراب الأمريكي نيبسي هاسل مصرعه بعد إصابته بطلق ناري أثناء خروجه وحيدًا من متجر الملابس الذي يمتلكه "the marathon clothing"، أحد أشهر متاجر بيع ملابس والملابس الرياضية في مدينة «لوس أنجلوس» ويتخذ من الأحرف الأولى من اسمه شعارًا له "TMC"، واعتاد «نيبسي هاسل» على الترويج لمتجره من خلال ارتداء ملابس تحمل الشعار الرسمي للمتجر، كما أصيب شخصين آخرين معه. أصيب شخصان آخران في إطلاق النار. نُقل الضحايا الثلاثة إلى المستشفى، حيث أُعلن عن وفاة هاسل الساعة 3:55 مساءً. عن عمر 33 عامًا. حددت الشرطة هوية إريك رونالد هولدر جونيور، البالغ من العمر 29 عامًا مشتبه به. يعتقد المحققون أن هولدر كان معروفًا لمغني الراب وأن إطلاق النار ربما كان بدافع شخصي. في 2 أبريل 2019، ألقت شرطة لوس أنجلوس القبض على هولدر، ووُضع في الحبس الانفرادي.
وفي 9 مايو، وجهت هيئة محلفين لهولدر تهمة قتل واحدة، وتهمتي شروع في القتل واعتداء بسلاح ناري، وتهمة حيازة سلاح ناري. بعد عدة تأجيلات، بدأت المحاكمة منتصف يونيو 2022. جادل محامو هولدر بأنه لم يكن ينوي قتل هاسل، بل تصرف بدافع اللحظة. أثبتت الشهادات في المحاكمة أنه قبل أن يطلق هولدر النار على هاسل مباشرة، تشاجر الرجلان بشأن شائعة مفادها أن هولدر تعاون مع سلطات إنفاذ القانون في مسألة غير ذات صلة. في 6 يوليو 2022 أُدين هولدر بارتكاب جريمة قتل من الدرجة الأولى وتهمتين بالشروع في القتل غير العمد تتعلقان بإصابات تسبب بها للمارة. في 22 فبراير 2023، حكم قاضي المحكمة على هولدر بالسجن 60 عامًا.

## روابط خارجية
- نيبسي هوسل على موقع IMDb (الإنجليزية)
- نيبسي هوسل على موقع ميوزك برينز (الإنجليزية)
- نيبسي هوسل على موقع أول ميوزيك (الإنجليزية)
- نيبسي هوسل على موقع ديسكوغز (الإنجليزية)
- نيبسي هوسل على موقع قاعدة بيانات الفيلم (الإنجليزية)